# Hoa Liên (thành phố)

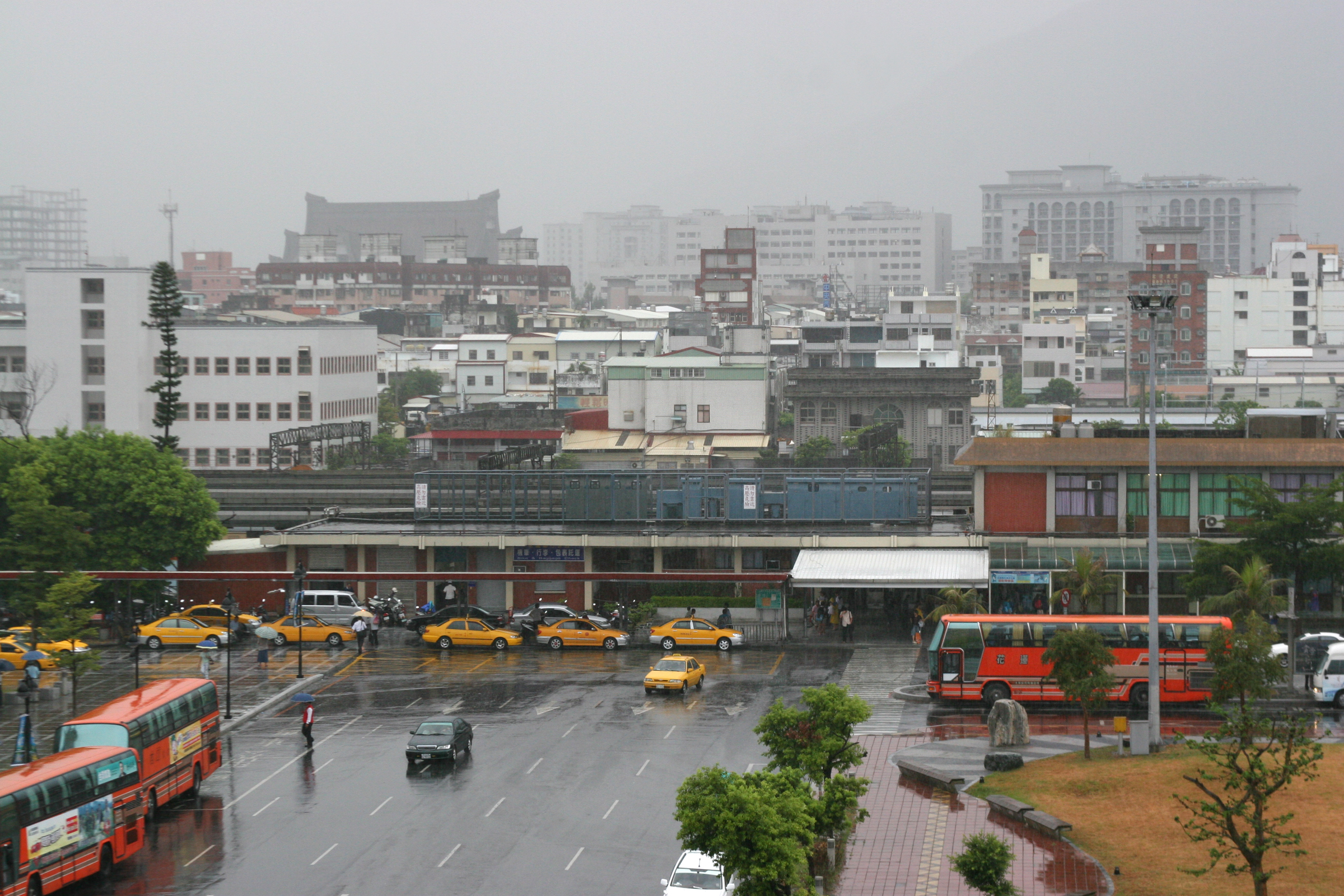
Một khu phố ở Hoa Liên

Vị trí trong huyện

Thành phố Hoa Liên (tiếng Trung: 花蓮市; bính âm: Hūaliánshì; Wade–Giles: Hua-lien; POJ: Hoa-liân-chhī) là thủ phủ của huyện Hoa Liên, tỉnh Đài Loan của Trung Hoa Dân Quốc. Thành phố tọa lạc bên bờ Thái Bình Dương. Dân số 110.000 người.

## Lịch sử

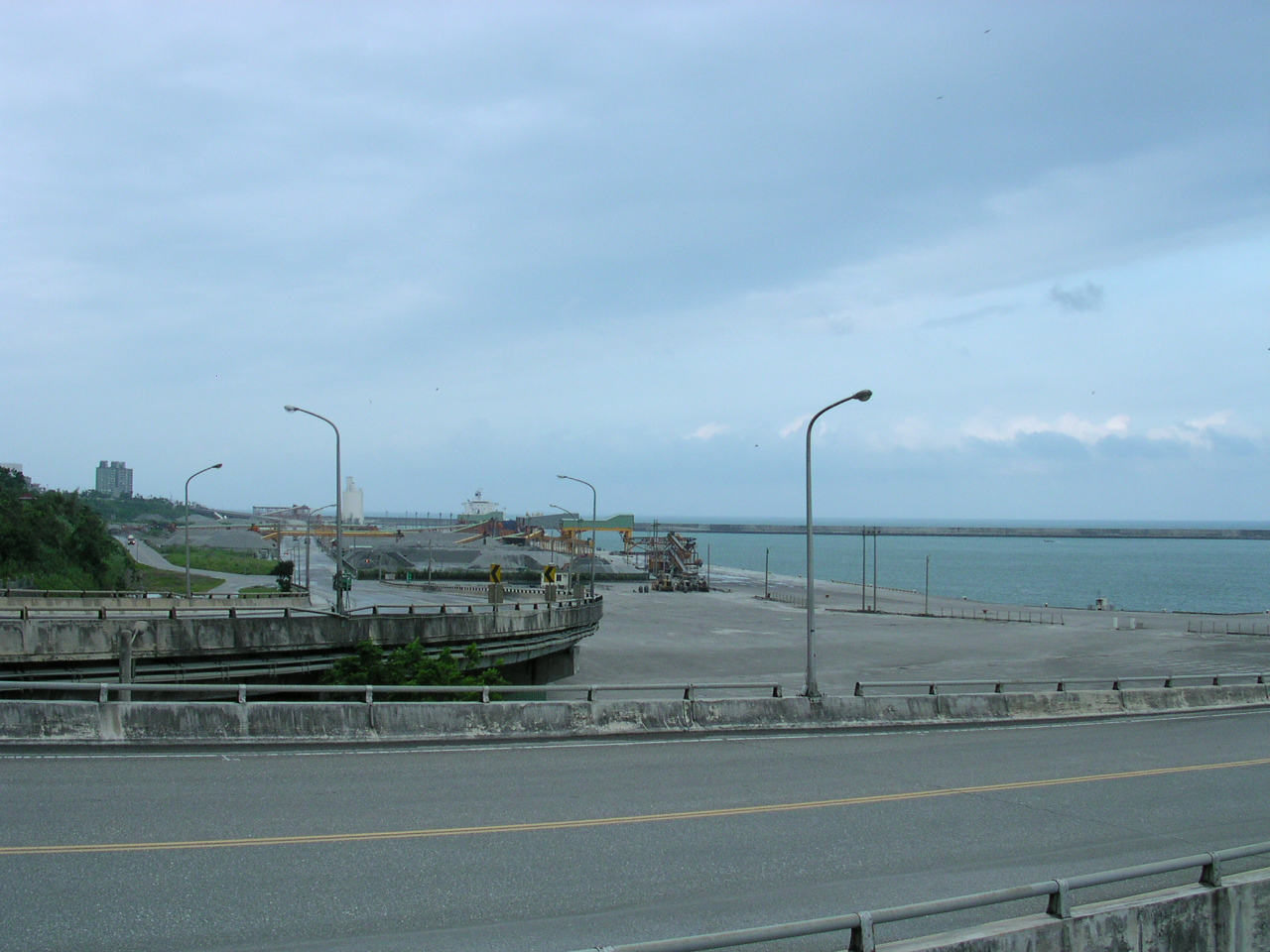
Cầu cảng